# العالم المفقود (رواية كرايتون)
العالم المفقود (The Lost World) هي رواية تشويق كتبت عام 1995 وقد كتبها مايكل كريشتون، عاشر رواية تحت اسمه والعشرون إجمالاً، ونشرتها كنوبف. طبعة غلاف ورقي (ردمك 0-345-40288-X). إنها تتمة لروايته الحديقة الجوراسية عام 1990. في عام 199719970، أعيد نشر الروايتين ككتاب واحد بعنوان الحديقة الجوراسية لمايكل كريشتون، ولا علاقة للرواية بفيلم 2015 الذي يحمل نفس الاسم.

## ملخص
في عام 1993، بعد أربع سنوات من كارثة جوراسيك بارك، قام عالم الأحافير المنظر والرياضيات إيان مالكولم - الذي تبين أنه نجا من أحداث الرواية السابقة، على الرغم من إعلان موته في الخاتمة - بالتعاون مع عالم الحفريات ريتشارد ليفين للبحث عن «العالم المفقود» للديناصورات بعد شائعات عن جثث حيوانات غريبة تم غسلها على شواطئ كوستاريكا في عام 1995، علموا بالموقع B في Isla Sorna، حيث قامت شركة InGen التي انتهت صلاحيتها الآن بتدوير وتنمية الديناصورات لمنتزه Jurassic Park الترفيهي في Isla Nublar القريبة.
خوفًا من أن تعثر حكومة كوستاريكا على جزيرة سورنا وتدمر الديناصورات، يشرع ليفين على عجل في رحلة استكشافية إلى الجزيرة بدون مالكولم. وصل مع مرشد من كوستاريكا يدعى دييغو، ولكن بعد وقت قصير من وصوله، تعرض الاثنان للهجوم من قبل مخلوقات غامضة، تم تحديدها لاحقًا باسم كارنوتوروس ، التي قتلت دييغو. يعلم مالكولم في النهاية أن ليفين قد فقد هناك. يذهب مالكولم إلى الجزيرة مع فريق إنقاذ يتألف من جاك «دوك» ثورن، وهو مهندس وأستاذ جامعي متقاعد؛ إيدي كار، مساعد ثورن؛ وطفلين خلسة، RB "Arby" Benton و Kelly Curtis ، كانا يعملان كمساعدين بحثيين في Levine كجزء من مشروع مدرسي. كما تم الاتصال بالدكتورة سارة هاردينغ، عالمة سلوك الحيوانات وعشيقة سابقة لمالكولم، للانضمام إلى البعثة. على الرغم من أنها رفضت في البداية، قررت في النهاية مقابلتهم هناك.
تصل المجموعة إلى الجزيرة بأسلحة وزوج ملتصق من مقطورات RV معدلة بشكل كبير ومجهزة خصيصًا والتي تعمل كمختبر متنقل. وجدوا مجمعًا يعمل بالطاقة الحرارية الأرضية من مباني InGen المهجورة، بما في ذلك قرية عاملة، ومختبرًا تستكشفه المجموعة. وجدوا في النهاية ليفين، الذي يشعر بسعادة غامرة بمجموعة المعلومات التي يمكنه الحصول عليها من هذا «العالم المفقود». في الوقت نفسه، تعلمت مجموعة أخرى - علماء الوراثة لويس دودجسون، وهوارد كينج، وعالم الأحياء «الشهير» جورج بازلتون - عن رحلة ليفين الاستكشافية وتذهب إلى Isla Sorna مع خطط لسرقة بيض الديناصورات لصالح شركة Biosyn ، الشركة المنافسة لشركة InGen المسؤولة عن التخريب الذي أدى إلى كارثة الحديقة الجوراسية. بينما هم على وشك المغادرة، يواجهون هاردينغ، ويعرضون عليها ركوبها إلى Isla Sorna. ومع ذلك، بمجرد اقترابهم من الجزيرة، حاولت دودجسون قتلها بدفعها من القارب، لكنها نجت وتلتقي بمجموعة مالكولم.
قدم ليفين ومالكولم العديد من الملاحظات حول سلوك الديناصورات من «المخبأ العالي»، وهو ستارة مغلقة موضوعة فوق الأرض فوق سقالة. سرعان ما علموا أن مجموعة دودجسون قد وصلت إلى الجزيرة. تعرضت مجموعة دودجسون للهجوم من قبل زوج من التيرانوصور أثناء محاولتهم سرقة البيض من عش الحيوانات، مما أدى إلى موت بازلتون. انفصل دودجسون وكينغ بعد الهجوم.
أثناء تفقده عش تي ريكس ، وجد مالكولم أن أحد الأطفال قد أصيب بكسر في الساق. يوجه إيدي لقتله لأنه ليس لديه فرصة للبقاء على قيد الحياة في البرية. دون علم المجموعة، يرفض إيدي قتل الحيوان المصاب ويعيده إلى المقطورات. عندما تكتشف المجموعة الحيوان، يوافق مالكولم وهاردينغ على مضض على ضبط ساقه وإلقاءها بينما تعود بقية المجموعة إلى المخبأ المرتفع. مع اقتراب الليل، يخرج فيلوسيرابتور الليلي من الغابة ويقتل الملك. عندما أنهى مالكولم وهاردينغ وضع ساق ديناصور التيريكس، يأتي الوالدان بحثًا عن طفلهما ويهاجمان المقطورات، ويدفع أحدهما فوق منحدر ويصيب مالكولم. ينقذ ثورن مالكولم وهاردينغ، بينما تهاجم الطيور الجارحة المخبأ العالي وتقتل إيدي. يتم حقن مالكولم بجرعة عالية من المورفين مما يجعله مسترخيًا، ولكن لا يخلو من الهلوسة مرة أخرى. المحاصر في قفص البقاء على قيد الحياة، محتجز كرهينة من قبل الطيور الجارحة ولكن يتم إنقاذها. لجأت المجموعة لاحقًا من الطيور الجارحة إلى المخزن العام لقرية العمال InGen. وتحاول المجموعة صياغة خطة للوصول إلى موقع الهبوط حيث من المقرر أن تقابلهم المروحية في الصباح. عندما يغامر ثورن بالخروج إلى القرية للبحث عن الوقود، ينجو من مواجهة مع زوج من الحرباء مثل كارنوتوروس .
في صباح اليوم التالي، تتوجه هاردينغ لاستعادة إحدى سيارات الفريق التي تركتها ثورن وراءها بينما تنقذها هي ومالكولم من المقطورة في وقت سابق، حيث قد تكون السيارة الوحيدة الكبيرة بما يكفي لنقل الجميع إلى نقطة الالتقاء. ومع ذلك، عند العثور عليها، واجهت Dodgson ، محاولاً سرقة السيارة لنفسه. فجأة، اقترب منهم T. rex ، وكلاهما يختبئ تحت السيارة. ومع ذلك، يدفع هاردينغ دودجسون للخارج، ويصطحبه تي ريكس ويطعمه نسلها. شرعت هاردينغ في الوصول إلى المروحية قبل أن تتمكن من الإقلاع بدون المجموعة، لكنها فات الأوان. تكتشف المجموعة بعد ذلك قاربًا رست على الجزيرة وتمكنت من الوصول إليه تمامًا كما اقتحم الطيور الجارحة المتجر العام أخيرًا. أثناء إبحار المجموعة بعيدًا، يكشف مالكولم عن معلومات اكتشفها في المختبر: خلال سنوات نشاط الموقع B ، أطعم InGen مستخلص أغنام الديناصورات آكلة اللحوم الصغيرة المصابة بالبريونات، مما يتسبب في مرض يقصر عمر الديناصورات. على الرغم من احتواء العلماء على المرض، إلا أنه بدأ في الانتشار مرة أخرى بعد أن هجروا الجزيرة. يشتبه مالكولم في أن المرض سيؤدي في نهاية المطاف إلى الانقراض النهائي للديناصورات في جزيرة سورنا.

## خلفية
بعد نشر Jurassic Park في عام 1990، تعرض Crichton لضغوط من قبل المعجبين لكتابة تكملة. بعد النجاح الذي حققه فيلم Jurassic Park في عام 1993، أصبح المخرج ستيفن سبيلبرغ مهتمًا بعمل فيلم تكميلي. لم يكتب كريشتون تكملة لأي من رواياته من قبل، وكان مترددًا في البداية في القيام بذلك. قال Crichton إن التكملة كانت «مشكلة هيكلية صعبة للغاية لأنه يجب أن تكون متشابهة ولكنها مختلفة؛ إذا كانت متشابهة بالفعل، فهي نفسها - وإذا كانت مختلفة حقًا، فهي ليست تكملة. لذا فهي في منطقة وسيطة مضحكة.»  في مارس 1994، قال كريشتون إنه من المحتمل أن تكون هناك رواية تكميلية بالإضافة إلى فيلم مقتبس، مشيرًا إلى أن لديه فكرة عن قصة الرواية.
على الرغم من وفاة إيان مالكولم في الرواية الأولى، اختار كريشتون إعادته إلى التكملة: «عاد مالكولم لأنني كنت بحاجة إليه. يمكنني الاستغناء عن الآخرين، ولكن ليس هو لأنه» المعلق الساخر«على الحدث. يستمر في إخبارنا لماذا ستفسد. وكان علي إعادته مرة أخرى». كانت استعادة الشخصية الميتة فكرة حصل عليها كريشتون من شخصية شيرلوك هولمز في شخصية آرثر كونان دويل، والتي قُتلت ولكن تم إعادتها لاحقًا. اعتبر مالكولم أيضًا الشخصية المفضلة بين قراء الرواية الأولى والأشخاص الذين شاهدوا فيلمها المعدّل. تضمنت المسودة المبكرة للرواية خطبة طويلة من قبل مالكولم بخصوص علاقة وجود إله والتطور، لكن كريشتون أزالها «لأنها لا تبدو مناسبة».
في مارس 1995، أعلن كريشتون أنه أوشك على الانتهاء من كتابة الرواية، ومن المقرر إصداره في وقت لاحق من ذلك العام. في ذلك الوقت، رفض كريشتون تحديد عنوان الرواية أو حبكة الرواية. صرح كريشتون لاحقًا أن عنوان الرواية هو تكريم لرواية دويل عام 1912 التي تحمل الاسم نفسه، بالإضافة إلى فيلم مقتبس عام 1925 لرواية دويل، بعنوان أيضًا العالم المفقود. تشترك رواية كريشتون أيضًا في بعض أوجه التشابه في القصة مع رواية دويل، حيث يتضمن كلاهما رحلة استكشافية إلى موقع معزول في أمريكا الوسطى حيث تتجول الديناصورات. ومع ذلك، في رواية كريشتون، تم إعادة إنشاء الديناصورات عن طريق الهندسة الوراثية، بدلاً من البقاء على قيد الحياة من العصور القديمة. كان The Lost World هو تكملة الكتاب الوحيد الذي كتبه Crichton قبل وفاته.

## استقبال
أمضت الرواية ثمانية أسابيع في المرتبة الأولى في قائمة نيويورك تايمز لأكثر الكتب مبيعا،  من 8 أكتوبر 1995،  إلى 26 نوفمبر 1995،  وظلت على القائمة حتى أواخر مارس 1996.
كتبت سوزان توبفر من مجلة بيبول : «بأن الرواية مليئة بالإثارة وجاهزة للتصوير والإخراج بعدسات الكاميرا فإنها بالنسبة لسابقتها ما هي عشاء الميكروويف للوجبات المطبوخة في المنزل: بالكاد أصلية، ولكنها مرضية تمامًا». كتب Toepfer أن «الظهور الغريب لإيان مالكولم، عندما تم إسقاط شخصيات رئيسية أخرى من الأصل، يجعل المرء يتساءل عما إذا كان جيف جولدبلوم فقط متاحًا للظهور في تكملة الفيلم. ولكن حتى في أكثر حالاته الحسابية - دمج اثنين من القنافذ، وصياغة بطلة نسوية - يسعد المؤلف. مميز ذكي، وتيرة سريعة وجذابة، وآخر عمل مايكل كرايتون ليحقق ما ثبت هو القيام به: تقديم الاثارة لا يزال ومؤلمة من جراء-الآن مألوفة ركوب» 
قدم ميتشيكو كاكوتاني من صحيفة نيويورك تايمز مراجعة سلبية للرواية ووصفها بأنها «إعادة صياغة متعبة» لجوراسيك بارك . كتب كاكوتاني أن الرواية تفتقر إلى «مفاجأة أو براعة» سابقتها، واصفًا إياها بأنها «متوقعة جدًا وغير متخيلة لدرجة أنه يبدو أنها تهدف إلى إنقاذ فنيي المؤثرات الخاصة من متاعب القيام بعمل جديد في تكملة الفيلم». قال كاكوتاني إن الرواية تمثل «انخفاضًا جديدًا» في «اهتمام كريشتون بالشخصية»، وانتقد شخصية إيان مالكولم على وجه الخصوص: «باستثناء الشكوى من الإصابات التي تعرض لها في» جوراسيك بارك «، لا يشير مالكولم فعليًا إلى شخصيته زيارة سابقة إلى دينو لاند فبدلاً من القيام بمحاولة فاترة لتحويل مالكولم إلى نسخة طبق الأصل من شخص ما، يستخدمه السيد كريشتون بسخرية باعتباره لسان حال لجميع أنواع الثرثرة التقنية حول نظرية الفوضى، ونظريات الانقراض والطبيعة المدمرة للبشرية. أما بالنسبة للأحرف الأخرى، فيُمنح كل منها تسميات سهلة للتعرف عليها بسهولة.» 
أعطى Tom De Haven من Entertainment Weekly الرواية تصنيف "B-" وكتب أنها «تشبه لعبة فيديو في النثر - بضع مئات من الصفحات المحمومة من الركض والاختباء والقتل والموت. مرارا وتكرارا.» انتقد دي هافن الافتقار إلى التوصيف وكتب أن كريشتون كان «بعيدًا بوضوح عن خطوته هنا، منذ البداية. بدون أي حاجة لبناء المعقولية العلمية في الحبكة (لقد فعل ذلك في المرة الأخيرة، بشكل جميل)، يبدو كريشتون غير منغمس في مادته، بعيدًا عنها، ومحاضراته التحذيرية حول الانقراض والانتقاء الطبيعي تبدو محاولات فاترة لإضفاء الشرعية على عودته إلى المألوف منطقة. ولكن إذا كان هناك نقص في نضارة الرواية (حتى العنوان ليس جديدًا؛ فهو مستعار من جد جميع حكايات الديناصورات، بقلم آرثر كونان دويل)، فلا تزال قراءة مخيفة للغاية.» 
شعر دي هافن أن الفصول الافتتاحية للرواية «تم تسريعها واختلاقها. على الرغم من أنه ربما يكون إيماءة متعمدة وعاطفية إلى النوع القديم من رواية القصص القديمة من نوع أفلام إثارة من رواية القصص التي كانت من أهم أفلام الوحوش في الخمسينيات من القرن الماضي، إلا أنها لا تزال جبنة. بغض النظر عن مدى ضعف الفرضية، أو مدى ضحالة التوصيفات، لن أحلم بإخراج أي شخص من قراءة الرواية. من أجل الوضوح، والرعب، والرهبة المطلقة، يتجاوز الفعل أي شيء في الكتاب الأصلي؛ والأفضل من ذلك، أن التشويق يمتد ببراعة، ثم يُطلق فجأة - فقط عندما لا تتوقعه». خلص دي هافن إلى أن سلفه «قد حاز على مكانة آمنة في تاريخ الأدب الأمريكي الشعبي. سيكون العالم المفقود، في أحسن الأحوال، حاشية. لكن مع ذلك، جعلت راحتي تتعرقان.» 
كتب نيل كارلين من صحيفة لوس أنجلوس تايمز أن Crichton "قام بالخطوة التكميلية بشكل صحيح تمامًا، مع إبقاء مجازات الرواية السابقة مألوفة للمعجبين مع تغيير الأفكار وخط القصة بما يكفي لإبقاء حتى نقاده الأشد وحسدًا يقلبون الصفحات لمعرفة ما سيحدث بعد ذلك ". وأشار كارلين إلى أن "الديناصورات تبدو النجوم الحقيقية مرة أخرى" أثناء كتابتها أن الشخصيات البشرية "يتم تقديمها كما لو كانت في شكل سيناريو مختصر". وأشاد كارلين بشكل خاص بالطيور الجارحة في الرواية، واصفة إياهم بأنهم "على ما يبدو أكثر بؤسًا، وأكثر بغيضًا، ومرة أخرى أفضل تطورًا من جميع الشخصيات البشرية في الكتاب تقريبًا.

## فيلم التكميلي للرواية
الفيلم العالم المفقود: الحديقة الجوراسية هو فيلم خيال علمي أصدر عام 1997 هو تكملة لـفيلم الحديقة الجوراسية، مبني على رواية كرايتون. وقد حقق الفيلم نجاحًا تجاريًا، حيث حطم العديد من سجلات شباك التذاكر عند إصداره، لكنه تلقى آراء مختلفة ومتباينة. يحتوي على عدد من الاختلافات في القصة في الرواية ويتضمن مشاهد من الرواية الأولى التي لم يتم تصويرها من قبل.

## روابط خارجية
- الموقع الرسمي لرواية العالم المفقود
- خريطة موقع جزيرة نوبلار على المحيط الهادئ